# Mark Ella (Rugbyspieler)
Mark Ella (* 5. Juni 1959 in Sydney) ist ein ehemaliger australischer Rugby-Union-Spieler, der auf der Position des Verbinders spielte. Trotz seiner kurzen Karriere gilt er als einer der besten australischen Spieler aller Zeiten. Er war der erste Aborigine, der als Kapitän einer australischen Auswahlmannschaft im Sport berufen wurde. Seine beiden Brüder Gary und Glen spielten ebenfalls Rugby und waren auch Teil der „Wallabies“, der Nationalmannschaft Australiens.
Ella gab am 21. Juni 1980 als 21-Jähriger sein Debüt für Australien gegen Neuseeland und erzielte gleich seine ersten Punkte durch ein Dropgoal. Auch in den folgenden Spielen um Bledisloe Cup setzte er durch seine schnelle, offensive Spielweise für Akzente. 1982 wurde er erstmals zum Kapitän ernannt und formte zusammen mit David Campese ein gefährliches Duo. In seinem letzten Profijahr gab er das Kapitänsamt an Andrew Slack ab. Australien bereiste Großbritannien, um dort gegen alle britischen Nationalmannschaften Testspiele auszutragen. Ihm gelang dabei in jedem Spiel ein Versuch, damit führte er die Wallabies zu vier souveränen Siegen.
Im Anschluss an diese erfolgreiche Tour gab Ella überraschend sein Karriereende mit nur 25 Jahren bekannt. Er schlug im Folgenden auch lukrative Angebote von Rugby-League-Vereinen aus. Für seine Dienste für den Sport wurde ihm der Order of Australia-Medal verliehen.